# English Electric
La English Electric (EE) era una società britannica fondata nel 1918 con sede a Preston, nel Lancashire. Iniziò con la produzione di motori elettrici cui seguì quella di veicoli ferroviari, aerei e computer. Nel 1968 l'azienda fu acquisita dalla General Electric Company plc (GEC).

## Storia
A seguito dell'acquisizione nel 1917 dell'azienda costruttrice di tram United Electric Car da parte del produttore di locomotive scozzese Dick, Kerr & Co, venne formata nel 1918 la compagnia English Electric Company. Con l'acquisizione della Phoenix Dynamo Manufacturing Company la compagnia diventò uno dei principali produttori britannici di motori elettrici e veicoli ferro-tranviari, con commesse in diversi paesi del Commonwealth.

## Prodotti

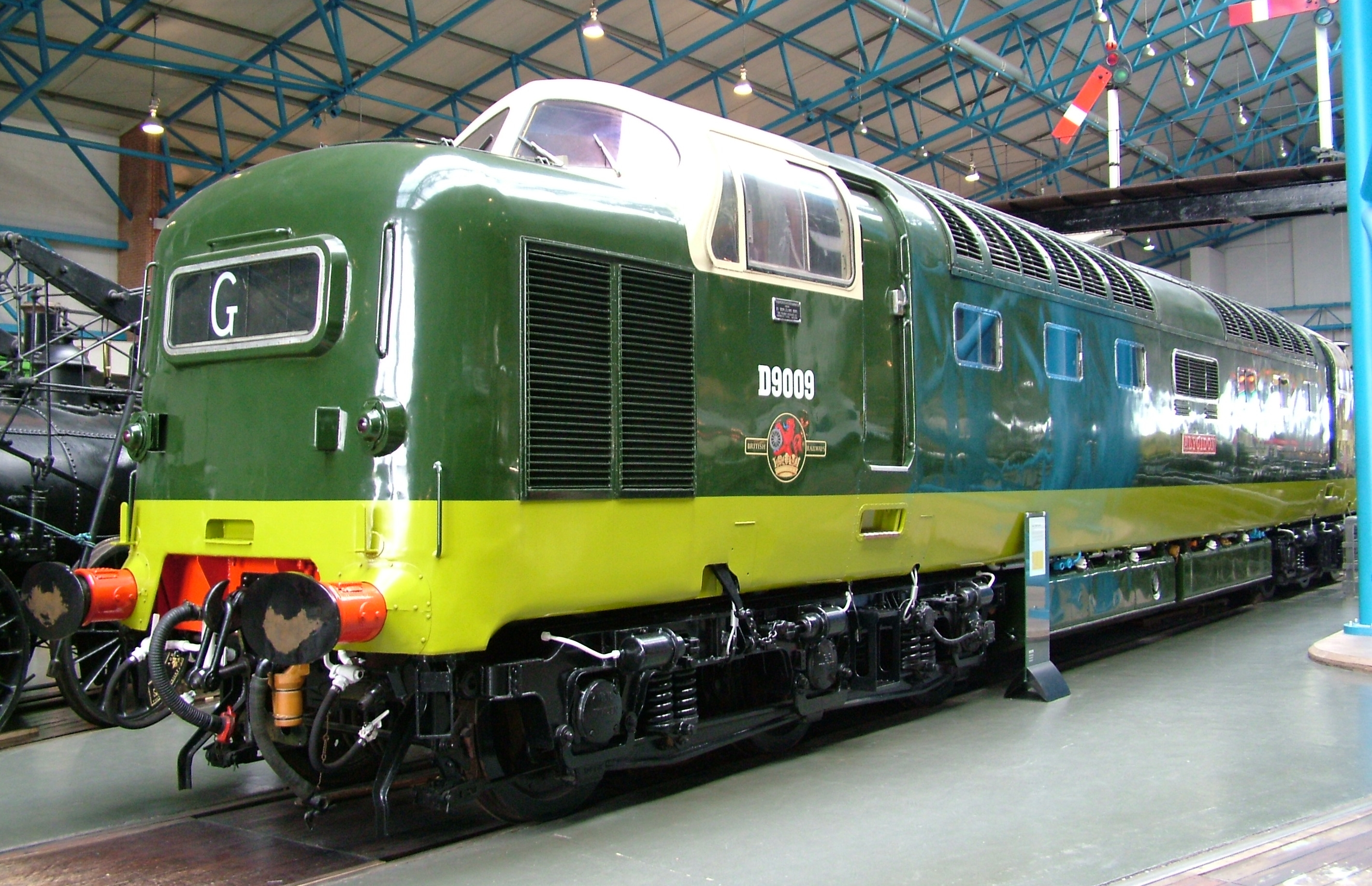
Alycidon, una locomotiva English Electric Type 5 esposta presso il National Railway Museum di York, Regno Unito

### Veicoli ferroviari
Le prime applicazioni ferroviarie trovarono spazio nelle reti tramviarie cittadine, come la Liverpool Overhead Railway inaugurata nel 1893 a cui la Dick, Kerr & Co. fornì impianti e vetture.
Tra il 1912 ed il 1918, la United Electric e l'English Electric fornirono le carrozze per la tramvia di Hong Kong.
Negli anni trenta, con l'elettrificazione delle ferrovie del sud dell'Inghilterra, la English Electric rafforzò le sue posizioni nel mercato dei motori elettrici e sistemi di trazione ferroviaria con notevole beneficio economico.
A partire dalla fine degli anni quaranta, la Napier & Sons (la divisione motori Diesel della English Electric) progettò un motore marino (il Deltic) ad alte prestazioni per pattugliatori della Royal Navy. Nel 1955 la serie derivata da quel motore verrà installata sui primi locomotori Diesel/elettrici della English Electric (British Railways DP1) e suoi derivati.

### Velivoli

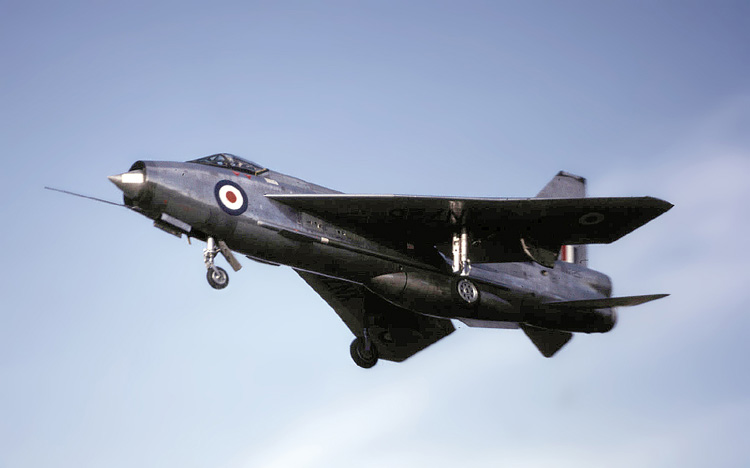
Un English Electric Lightning

Durante la prima guerra mondiale, era stato assegnato un appalto per la costruzione di 50 Felixstowe F.3 ed 82 F.5 alla Dick, Kerr & Co, ma l'ordine venne cancellato alla fine della guerra dopo che ne furono costruiti solo 11 e 3 esemplari. Nel 1921 la English Electric sviluppò un aliante a motore (il Wren) seguito nel 1924 da un prototipo di idrovolante, il Kingston. La mancanza di ordinativi portò però alla chiusura della divisione aerei nel 1926.
Con l'avvento della seconda guerra mondiale l'Air Ministry dispose l'apertura di una fabbrica, sotto il controllo della EE, per la produzione di bombardieri Handley Page HP.52. Questo contribuì alla rinascita della divisione aerei della compagnia che, nell'immediato dopoguerra, portò alla nascita del caccia Lightning e del bombardiere a getto Canberra.
Nel 1960, in seguito alla fusione della sua divisione aerei con la Bristol Aeroplane Company e la Vickers-Armstrongs, diede origine alla British Aircraft Corporation (BAC), detenendone il controllo del 40% del capitale sociale.

### Armamenti

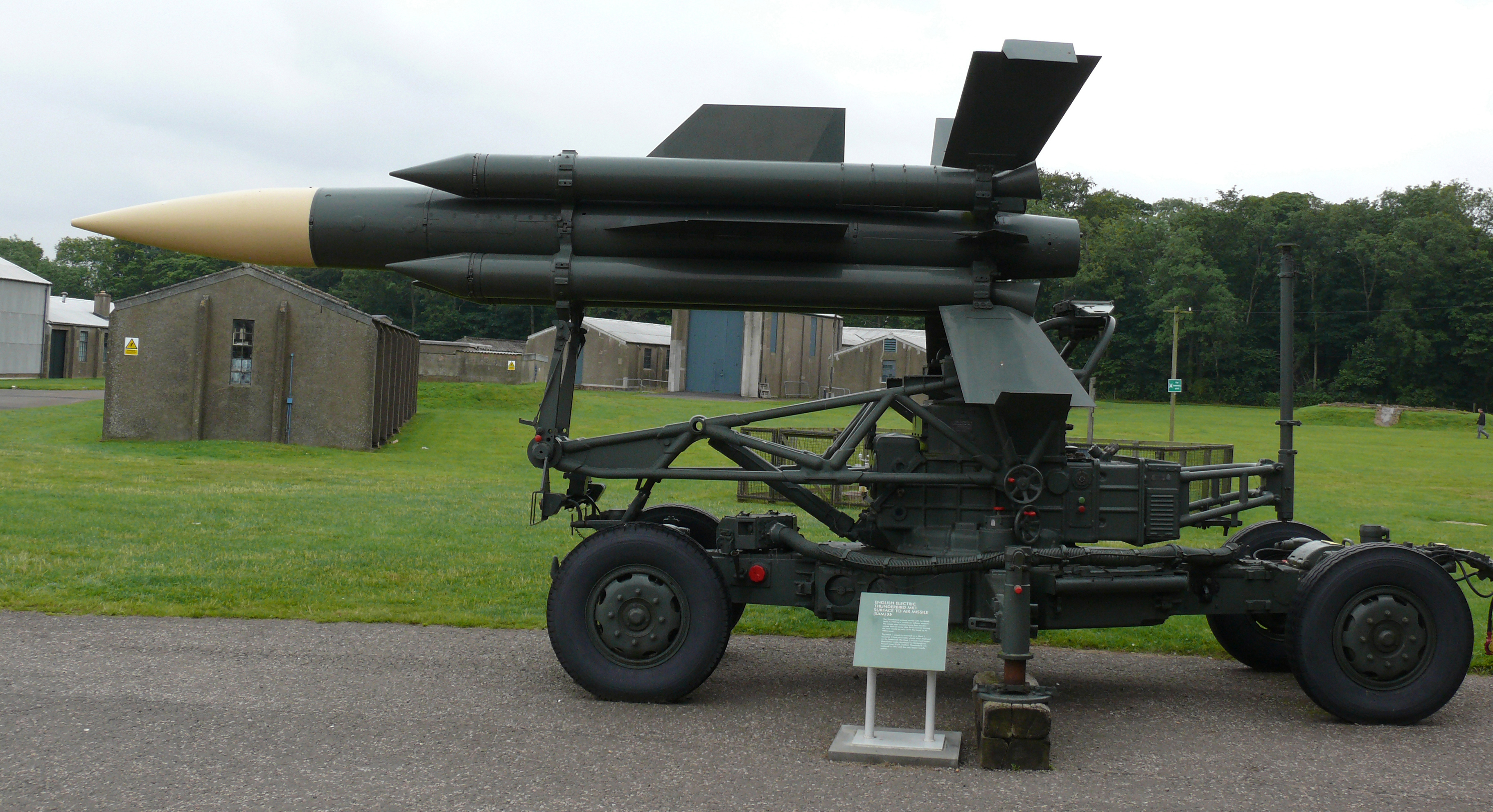
Un English Electric Thunderbird

Durante la seconda guerra mondiale vennero prodotti dalla English Electric due modelli di carro armato, il Covenanter ed il prototipo Excelsior.
A partire dall'immediato dopoguerra la English Electric sviluppò il Thunderbird, un missile terra-aria in servizio dal 1959 al 1977 con la Royal Army. Verso la fine degli anni cinquanta venne anche proposto un missile nucleare tattico (il Blue Water) il cui programma venne però cancellato nel 1962 dopo pochi lanci di prova.

### Computer

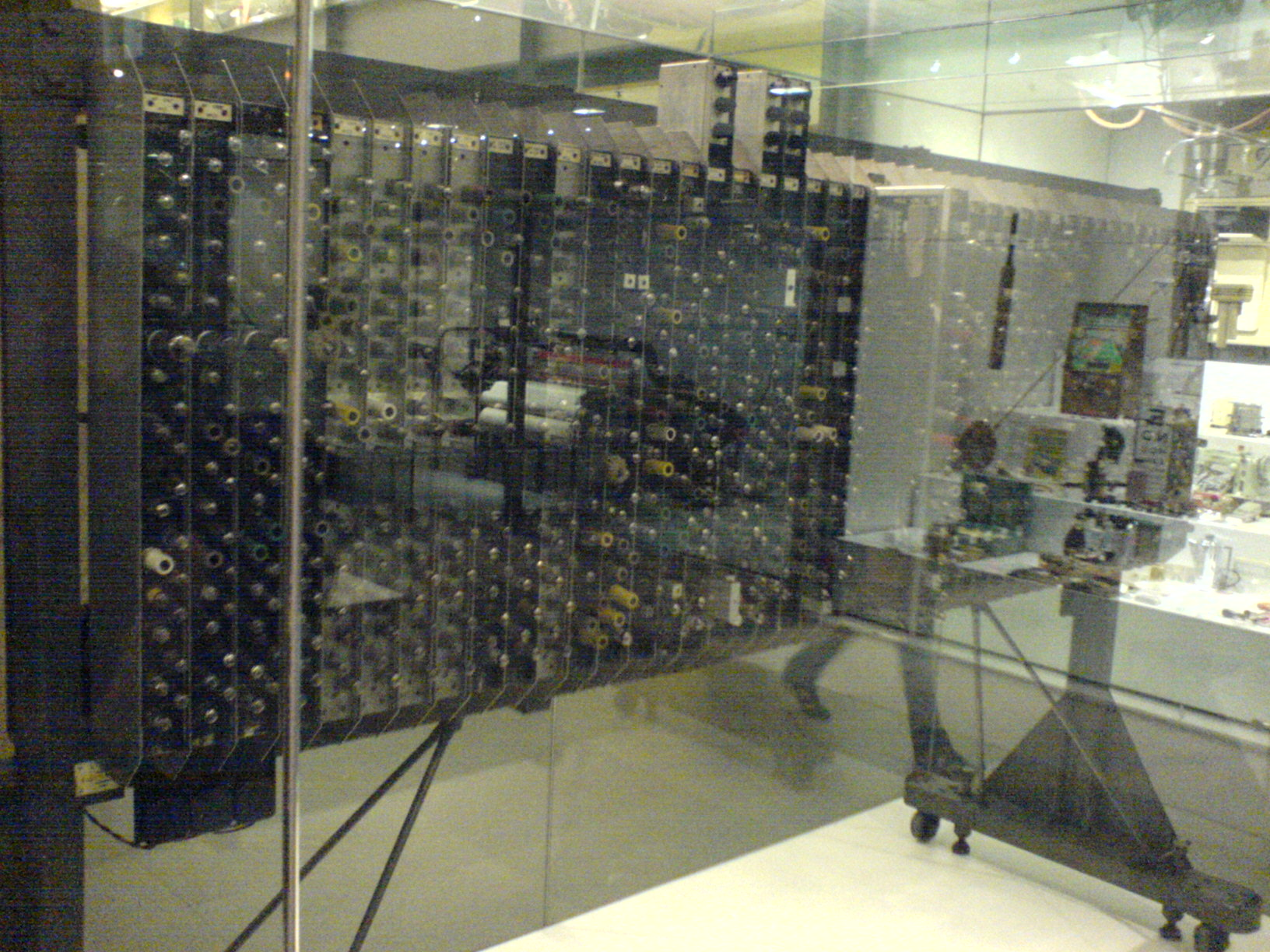
Un esemplare di computer Pilot ACE, progenitore del DEUCE

Nel 1946 la EE acquisì la Marconi Wireless Telegraph Company. Nel 1951, dopo il completamento del computer Pilot ACE, la English Electric iniziò a svilupparne una versione commerciale, il DEUCE. Utilizzato soprattutto in ambito aeronautico per risolvere problemi di aeroelasticità (dopo che gli incidenti del Comet ne avevano messo in luce per la prima volta le problematicità), venne venduto alle principali case costruttrici aeronautiche britanniche. Dei 33 esemplari complessivamente costruiti tra il 1955 ed il 1962, alcuni furono anche utilizzati da università e compagnie come la British Petroleum o l'Atomic Energy Research Establishment per risolvere problemi dove era necessaria una elevata potenza di calcolo.
Nel 1963, venne formata la joint venture English Electric LEO insieme alla J. Lyons and Co.. Nel 1964 la EE comprò le quote della Lyons e fuse la divisione computer con quella della Marconi formando la English Electric Leo Marconi (EELM). Il 1967 vide la fusione della EELM con la Elliott-Automation, entrambe assorbite dalla GEC nel 1968.